# L'uomo senza un cane
L'uomo senza un cane (titolo originale Människa utan hund) è un romanzo giallo dello scrittore svedese Håkan Nesser pubblicato in Svezia nel 2006.
È il primo libro della serie che ha per protagonista l'ispettore Gunnar Barbarotti.
La prima edizione del romanzo è stata pubblicata nell'anno 2008 da Guanda.

## Trama
A pochi giorni dal Natale la famiglia Hermansson si riunisce per un doppio festeggiamento, i sessantacinque anni del patriarca Karl-Erik e i quaranta anni della primogenita Ebba, la figlia prediletta. Durante i festeggiamenti, prima sparisce Robert, secondogenito e considerato la pecora nera della famiglia, e successivamente sparisce Henrik, il primogenito diciannovenne di Ebba. Dopo quarantott'ore senza notizie, Gunnar Barbarotti, ispettore di origini italosvedesi in servizio presso la polizia di Kymlinge, viene incaricato del caso. L'ispettore comincia così le indagini, ben felice di poter evitare un Natale assieme alla ex moglie e agli ex suoceri, tra gli oscuri segreti di una famiglia normale solo all'apparenza.

## Edizioni
- Håkan Nesser, L'uomo senza un cane, traduzione di Carmen Giorgetti Cima, Guanda, 2008. ISBN 978-88-6088-594-4.
- Håkan Nesser, L'uomo senza un cane, traduzione di Carmen Giorgetti Cima, TEA, 2010. ISBN 978-88-502-2118-9.
- Håkan Nesser, L'uomo senza un cane, traduzione di Carmen Giorgetti Cima, TEA, 2014. ISBN 978-88-502-3446-2.